# NGC 4138
NGC 4138 este o seyfert 1 galaxy⁠(d) situată în constelația Câinii de Vânătoare. A fost descoperită în 1788 de către William Herschel. Se află la o distanță de 16 megaparseci de Pământ.